# Allein zu dir, Herr Jesu Christ
Allein zu dir, Herr Jesu Christ (in tedesco, "Solo a te, Signore Gesù Cristo") BWV 33 è una cantata di Johann Sebastian Bach.

## Storia
La cantata Allein zu dir, Herr Jesu Christ venne composta da Bach a Lipsia nel 1724 e fu eseguita per la prima volta il 3 settembre dello stesso anno in occasione della XIII domenica dopo la Trinità. Il libretto è di Konrad Hubert per il primo e per l'ultimo movimento, mentre è di autore sconosciuto per i rimanenti.
Il tema Allein zu dir, Herr Jesu Christ è di autore sconosciuto. Venne citato per la prima volta a Wittenberg in una pubblicazione del 1541 e fu utilizzato parecchie volte al tempo di Bach, ad esempio da Sethus Calvisius e Michael Praetorius.

## Struttura
La cantata è scritta per contralto solista, tenore solista, basso solista, coro, violino I e II, oboe I e II, viola, organo e basso continuo ed è suddivisa in sei movimenti:
1. Coro: Allein zu dir, Herr Jesu Christ, per tutti.
2. Recitativo: Mein Gott und Richter, per basso e continuo.
3. Aria: Wie furchtsam wankten meine Schritte, per contralto, archi e continuo.
4. Recitativo: Mein Gott, verwirf mich nicht, per tenore e continuo.
5. Duetto: Gott, der du die Liebe heißt, per tenore, basso, oboi e continuo.
6. Corale: Ehr sei Gott in dem höchsten Thron, per tutti.